# Thomasomyini
De Thomasomyini is een geslachtengroep van knaagdieren uit de onderfamilie Sigmodontinae van de familie der woelmuisachtigen (Cricetidae). De tribus omvat Thomasomys, Rhipidomys, Chilomys en Aepeomys en is voornamelijk in de Andes verspreid.

## Indeling
De indeling van de Thomasomyini is een complexe zaak. De scheiding tussen de Thomasomyini en de Oryzomyini, de groep waarin ze eerder werden geplaatst, is terug te voeren tot 1906, toen Oldfield Thomas de Oryzomyini indeelde in de "Thomasomys-Rhipidomys-serie" met een kort palatum, een langere fossa mesopterygoidea en meestal zes mammae (de uitzonderingen waren de soorten die nu bekendstaan als Delomys dorsalis en Phaenomys ferrugineus, met acht mammae) en de "Oryzomys-Oecomys-serie" met een lang palatum en acht mammae. In 1962 gebruikte ook Philip Hershkovitz een "thomasomyine" groep met naast Thomasomys, Phaenomys en Rhipidomys ook Nyctomys en Otonyctomys uit Midden-Amerika. Als kenmerken voor de groep noemde hij brede voeten, een lange staart, zes mammae, brachydonte en pentalophodonte kiezen, een breed, kort palatum en een smalle zygomatische plaat.
In 1982, in de beschrijving van Megaoryzomys, werd de formele naam "Thomasomyini" voorgesteld door Steadman en Ray, die Megaoryzomys, Thomasomys en Rhipidomys erin plaatsten. Als diagnostische kenmerken gaven ze een kort palatum, pentalophodonte kiezen en middelgrote tot grote kiezen. Later werden ook Aepeomys, Chilomys, Phaenomys, Delomys en Wilfredomys in de Thomasomyini geplaatst, terwijl de verwantschap tussen Megaoryzomys en de overige geslachten juist in twijfel werd getrokken. In de formele classificatie van de tweede editie van het standaardwerk Mammal Species of the World (1993) werden Aepeomys, Delomys, Phaenomys, Rhagomys, Rhipidomys, Thomasomys en Wilfredomys in de Thomasomyini geplaatst. Tezelfdertijd beschreef Robert Voss in een artikel over de taxonomie van Delomys zijn concept van de Thomasomyini.
Volgens hem was de Thomasomyini een primitieve groep, die uitsluitend op basis van plesiomorfische kenmerken was gedefinieerd. Daarom noemde hij de groep liever "plesiomorfische Neotropische muroïden"; naast de al eerder genoemde geslachten van Musser en Carleton plaatste hij ook Abrawayaomys en Chilomys in de groep. Later in de jaren 90 zorgden genetische gegevens voor een herevaluatie van de verwantschappen in de Sigmodontinae. Inderdaad bleek dat geslachten als Delomys en Juliomys een onzekere - en notoir instabiele - positie innamen, maar de genetische gegevens bleken een gereduceerde Thomasomyini met uitsluitend Chilomys, Rhipidomys en Thomasomys te ondersteunen. In de derde editie van Mammal Species of the World (2005) werden Aepeomys, Chilomys, Rhipidomys en Thomasomys in de Thomasomyini geplaatst; de overige "Thomasomyini" werden in de Sigmodontinae incertae sedis geplaatst.

### Geslachten
Thomasomyini omvat tegenwoordig de volgende vier geslachten met in totaal ruim tachtig soorten:
- Aepeomys (Andes van Venezuela; twee soorten)
- Chilomys (Andes van Ecuador tot Venezuela; zeven soorten)
- Rhipidomys (Zuid-Amerika, zuidelijk tot Noordwest-Argentinië en zuidelijk Brazilië; 28 soorten)
- Thomasomys (Andes van Bolivia tot Venezuela; 51 soorten)

De volgende geslachten zijn ook wel met de Thomasomyini geassocieerd (Nyctomys en Otonyctomys, die tot de Tylomyinae behoren, uitgezonderd):
- Abrawayaomys (Midden-Brazilië en Noordoost-Argentinië; een soort)
- Delomys (Noordoost-Argentinië en Zuidoost-Brazilië; drie soorten)
- Juliomys (Noordoost-Argentinië en Zuidoost-Brazilië; drie soorten)
- Megaoryzomys (uitgestorven, vroeger op de Galápagoseilanden; een soort)
- Phaenomys (Zuid-Brazilië; een soort)
- Rhagomys (Andes van Peru en Bolivia en zuidelijk Brazilië; twee soorten)
- Wiedomys (Zuidoost- tot Noordoost-Brazilië en fossiel in Oost-Argentinië; een fossiele en twee levende soorten)
- Wilfredomys (Uruguay tot Zuidoost-Brazilië; een soort)

Abrotrichini · Akodontini · Andinomyini · Euneomyini · Ichthyomyini · Neomicroxini · Oryzomyini · Phyllotini · Reithrodontini · Rhagomyini · Sigmodontini · Thomasomyini · Wiedomyini

Incertae sedis: Abrawayaomys · Chinchillula · Delomys